# Sigoulès-et-Flaugeac
Sigoulès-et-Flaugeac ist eine französische Gemeinde mit 1.251 Einwohnern (Stand: 1. Januar 2022) im Département Dordogne in der Region Nouvelle-Aquitaine. Die Gemeinde gehört zum Arrondissement Bergerac und zum Kanton Sud-Bergeracois.
Sie entstand mit Wirkung vom 1. Januar 2019 als Commune nouvelle durch Zusammenlegung der bis dahin selbstständigen Gemeinden Sigoulès und Flaugeac, die fortan den Status von Communes déléguées besitzen. Der Verwaltungssitz befindet sich in Sigoulès.

## Gliederung
| Commune déléguée           | ehemaliger INSEE-Code | PLZ   | Fläche (km²) | Einwohnerzahl (2017) |
| -------------------------- | --------------------- | ----- | ------------ | -------------------- |
| Sigoulès (Verwaltungssitz) | 24534                 | 24240 | 10,86        | 900                  |
| Flaugeac                   | 24181                 | 24240 | 07,35        | 325                  |

## Geographie
Sigoulès-et-Flaugeac liegt ca. zwölf Kilometer südwestlich von Bergerac in dessen Einzugsbereich (Aire urbaine) im Gebiet Bergeracois der historischen Provinz Périgord.
Umgeben wird Sigoulès-et-Flaugeac von sieben Nachbargemeinden:
| Cunèges                        | Pomport                                     | Rouffignac-de-Sigoulès         |
| Thénac                         | Kompassrose, die auf Nachbargemeinden zeigt | Singleyrac                     |
| Saint-Julien-Innocence-Eulalie | Mescoules                                   | Saint-Julien-Innocence-Eulalie |

Sigoulès-et-Flaugeac liegt in den Einzugsgebieten der Flüsse Dordogne und Garonne.

## Städtepartnerschaften
Sigoulès-et-Flaugeac unterhält über die Commune déléguée Sigoulès folgende Städtepartnerschaften:
- seit 1992 mit Montaldo Bormida in der italienischen Region Piemont und
- seit 2004 mit Feleacu in Rumänien.[3]

## Sehenswürdigkeiten
| Name                                    | Ort      | Bemerkungen                                             | Bild |
| --------------------------------------- | -------- | ------------------------------------------------------- | ---- |
| Pfarrkirche Saint-Jacques-le-Majeur     | Sigoulès | 15. Jahrhundert                                         |      |
| Kirche Saint-Michel im Weiler Lestignac | Sigoulès | 13. Jahrhundert, als Monument historique eingeschrieben |      |
| Pfarrkirche Saint-Remy                  | Flaugeac | 15. Jahrhundert                                         |      |
| Herrenhaus Maurillac                    | Flaugeac | 19. Jahrhundert                                         |      |

## Wirtschaft und Infrastruktur

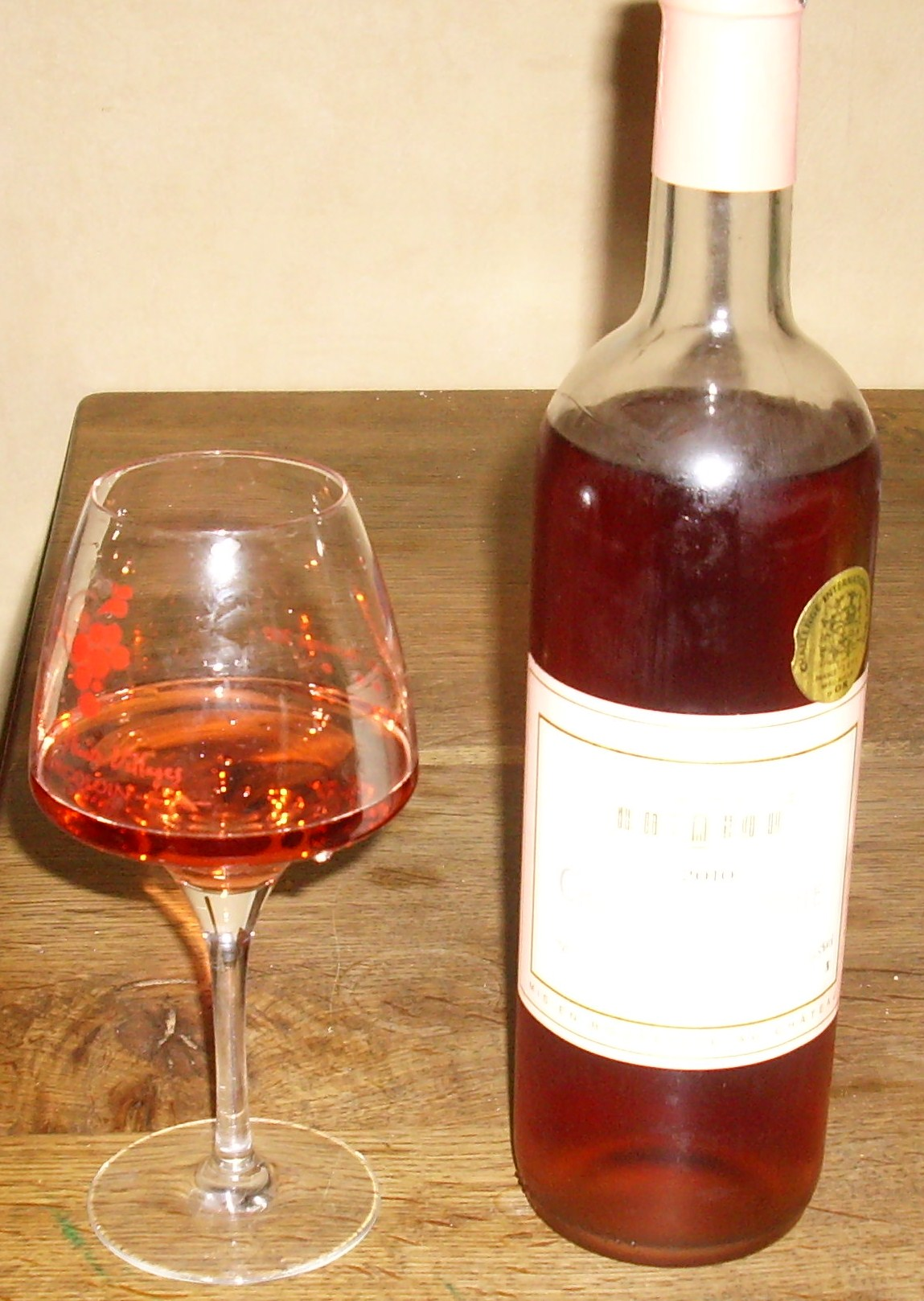
Bergerac rosé

Sigoulès-et-Flaugeac liegt in den Zonen AOC des Bergerac mit den Appellationen Bergerac (blanc, rosé, rouge) und Côtes de Bergerac (blanc, rouge).

### Bildung
Die Gemeinde verfügt über:
- eine öffentliche Vor- und Grundschule mit 143 Schülerinnen und Schülern im Schuljahr 2018/2019[7]
- das private Collège „Notre-Dame“[8]
- das private landwirtschaftliche Lycée „Le Cluzeau“[9]

### Verkehr
- Die Route départementale 933, die ehemalige Route nationale 133, durchquert Flaugeac von Nord nach Süd und verbindet die Gemeinde im Norden mit Bergerac und im Süden mit Eymet, dem Hauptort des Kantons, und in der Folge mit Gemeinden der benachbarten Départements.
- Die Route départementale 15 durchquert die Gemeinde von Nordwest nach Südost und verbindet die Gemeinde im Nordwesten mit Gardonne auf der Verkehrsachse Bordeaux–Bergerac und im Südosten mit Singleyrac.
- Die Gemeinde ist auch erreichbar über die Route départementale 17, die sie von Südwest nach Nordost durchquert.
- Flaugeac ist über eine Linie des Busnetzes Transpérigord, die von Bergerac nach Eymet führt, mit anderen Gemeinden des Départements verbunden.